# إدوين إسكوبار
إدوين إسكوبار (بالإسبانية: Edwin Escobar) هو لاعب كرة قاعدة فنزويلي، ولد في 22 أبريل 1992 في La Sabana ‏ في الأرجنتين.

## وصلات خارجية
- إدوين إسكوبار على موقع دوري كرة القاعدة الرئيسي (الإنجليزية)
- إدوين إسكوبار على موقع الدوري الياباني لكرة القاعدة (الإنجليزية)
- إدوين إسكوبار على موقعبيزبول رفرنس.كوم (الدوري الرئيسي) (الإنجليزية)
- إدوين إسكوبار على موقعبيزبول رفرنس.كوم (الدوري الثانوي) (الإنجليزية)
- إدوين إسكوبار على موقع إي إس بي إن.كوم (أم.أل.بي) (الإنجليزية)
- إدوين إسكوبار على موقع مشجعي الرسوم البيانية (الإنجليزية)